# コーヒーチェリーティー

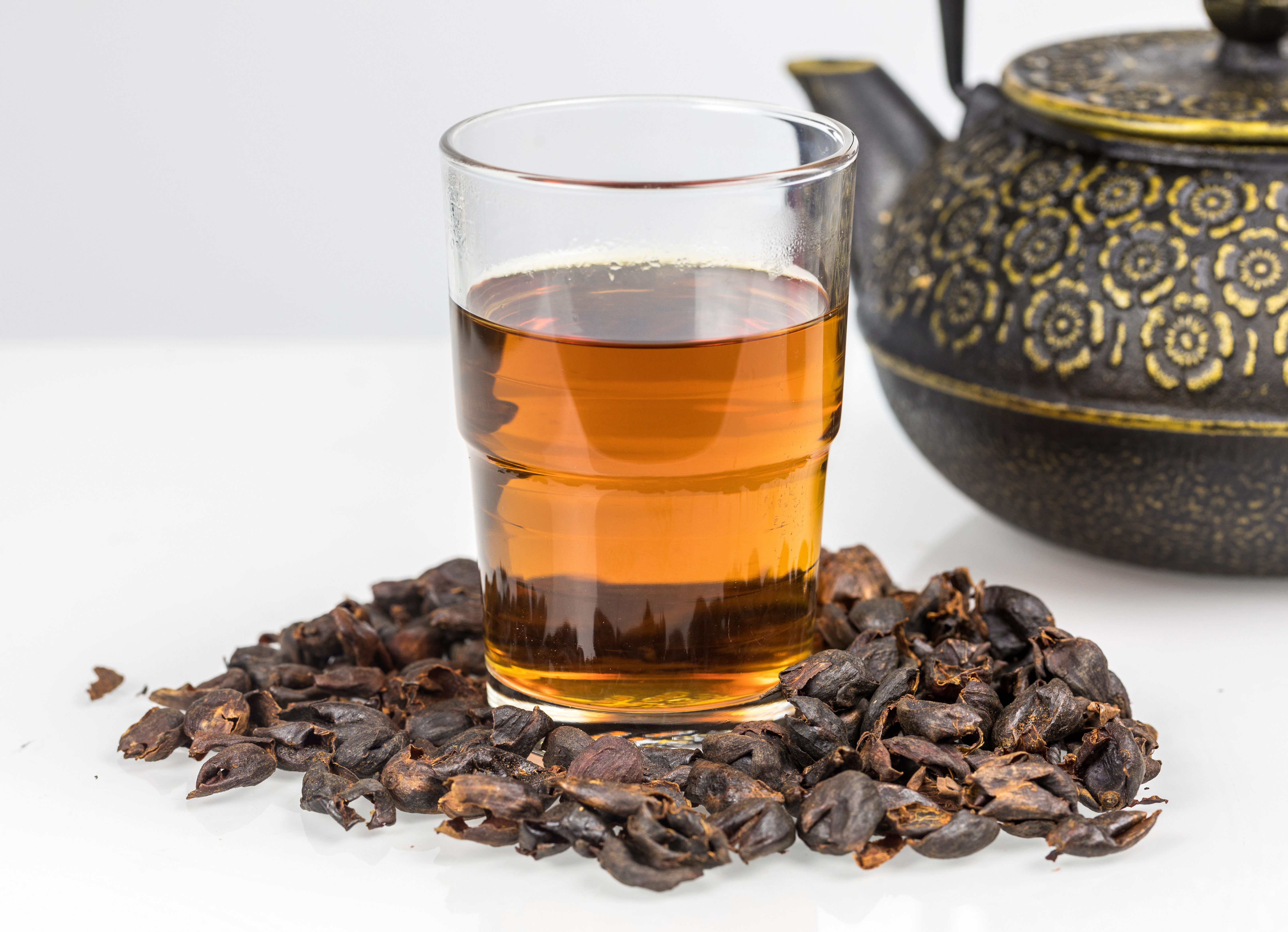
コーヒーチェリーティー

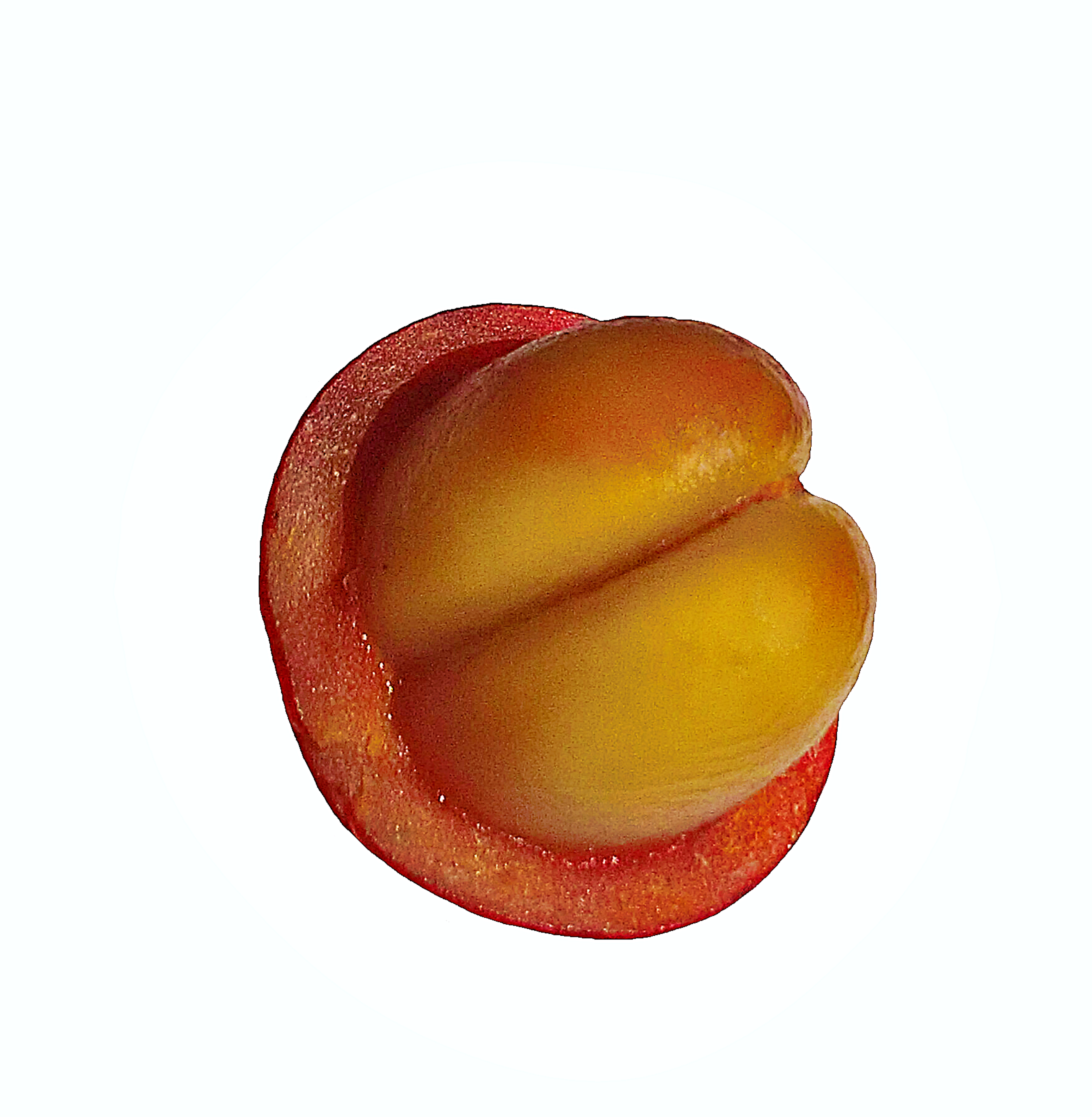
コーヒーノキの実。赤い部分がコーヒーチェリーティーの原料となる

コーヒーチェリーティー（英語: Coffee cherry tea）はコーヒーノキの実（コーヒーチェリーまたはコーヒーベリーと呼ばれる。）で作られたハーブティー。スペイン語で「籾」を意味するcáscaraに由来するカスカラという名称でも知られる。強力な植物由来の瀉下薬であるカスカラサグラダティーとは異なる。 
コーヒーチェリーティーは輸出向けにはほとんど生産されていないが、コーヒー生産国の中には日常的に飲用されている国もある。ボリビアがよく知られており、カタールではコーヒーチェリーティーと似たキシルがある。
ボリビアでは「サルタナ」と呼ばれ、一般的に飲まれており、天日干しにし浅煎りにしたコーヒーチェリーで作られている。シナモンスティックが加えられることもある。「貧乏人のコーヒー」や「軍隊のコーヒー」とも呼ばれ、コーヒーの代用品としても知られている。
コーヒーチェリーは茶同様、カフェインを含有している。茶が相当の量のカフェインを含有していることは周知の事実ではあるが、しかし、その量はコーヒーの半分に過ぎない。コーヒーチェリーティーの味はコーヒーとは別物であり、甘くサクランボの香りがあり、意外なほどに飲みやすいと形容される。

## 淹れ方
淹れ方の手順は確立されていないが、水1リットルあたり20グラム、若しくは1カップ（240ミリリットル）あたり約5グラム)が推奨されている。
程よく蒸せば濃紺の茶が出来る。蒸し時間の目安は4分から7、8分程度である。

## 脚註
1. ↑  Ever Eat A Coffee Cherry?coffeed.com
2. ↑  coffeehunter
3. ↑  Cascara and caffeinesquaremileblog
4. 1 2 3  (Dane 2009)
5. 1 2  (Hoffman 2008)